# Alcyonium bocagei
Alcyonium bocagei är en korallart som först beskrevs av Saville Kent 1870.  Alcyonium bocagei ingår i släktet Alcyonium och familjen läderkoraller. Inga underarter finns listade i Catalogue of Life.